# N'Golonianasso
N'Golonianasso è un comune rurale del Mali facente parte del circondario di Koutiala, nella regione di Sikasso.
Il comune è composto da 10 nuclei abitati:
- M'Pèlèkosso
- N'Golonianasso
- N'Gorosso
- N'Torla
- Niamanasso
- Nianabougou
- Niguila
- Soun
- Zankorola
- Zantona